# Adrien de Van
Adrien de Van (* 22. September 1973) ist ein französischer Schauspieler und Regisseur.

## Leben
Adrien de Van wurde 1973 geboren. Sein Vater ist Musikwissenschaftler und sein Mutter Anwältin. Er hat einen Bruder und eine Schwester, die Regisseurin Marina de Van. Als Schauspieler in Film und Fernsehen wirkte er seit 1994 in mehr als 40 Produktionen mit.
Seit 2013 leitet er zusammen mit Valérie Dassonville das Théâtre Paris-Villette, nachdem er vier Jahre lang das Théâtre du jardin geleitet hatte.
2022 wurde er Offizier des Ordre des Arts et des Lettres.

## Filmografie
- 1995: Dans la cour des grands
- 1996: Die Liebe neu erfinden (L'@mour est à réinventer)
- 1996: Chauffeur de maître
- 1997: Kommissar Navarro
- 1997: Julie Lescaut
- 1998: Sitcom
- 1998: Le Monde à l’envers
- 1999: Der Vulkan (Le Volcan)
- 2000: Les Frères Sœur
- 2000: 30 ans
- 2001: Ich geh’ nach Hause (Je rentre à la maison)
- 2002: P.J.
- 2002: Dulles
- 2002: Dans ma peau
- 2003: Verrat im Namen der Königin (Saint-Germain ou la Négociation)
- 2006: Nouvelle chance
- 2006: Ich denk’ an euch (Je pense à vous)
- 2007: Der Spaziergang
- 2009: Don’t Look Back – Schatten der Vergangenheit (Ne te retourne pas)
- 2010: L’Absence
- 2011: Midnight in Paris
- 2011: Im finsteren Walde (Le Petit Poucet)
- 2013: Herzstolpern (Extrasystole)
- 2014: Les Gazelles
- 2016: Le Secret de la chambre noire
- 2017: We are Tourists
- 2024: Le Tableau volé